# Церква Воскресіння Христового (Поляни)
Церква Воскресіння Христового в Полянах — парафія і храм Львівсько-Сокальської єпархії Православної церкви України в селі Полянах Поморянської громади Золочівського району Львівської области України. Пам'ятка архітектури місцевого значення.
Єдина дерев'яна церква, в якій збереглися розписи художника Модеста Сосенка.

## Відомості
У 1903 році за проєктом архітектора Василя Нагірного збудована дерев'яна церква на місці давнього дерев'яного храму, збудованого в 1675 році.
У 1911—1913 роках святиню розписував художник Модест Сосенко разом із Іриною Шухевич та Юліаном Буцманюком.
1927 року збудовано дзвіницю.
Кількість парафіян: 1832 — 389, 1844 — 421, 1854 — 580, 1864 — 629, 1874 — 655, 1884 — 721, 1894 — 836, 1904 — 965, 1914 — 1.084, 1924 — 982, 1936 — 932.

## Парохи
- о. Сильвестер Богаєвський ([1832]—1836, адміністратор),
- о. невідомий (1836—1848)
- о. Іван Рудницький (1848—1868+),
- о. Наркизій Янкевич (1868—1884),
- о. Теофіл Петровський (1884—1886, адміністратор; 1886—1922+),
- о. Теодор Була (1917—[1918], адміністратор),
- о. Андрій Хлистун (1922—1924),
- о. Микола Рицар (1924—1942+),
- о. Василь Квіт (1942—[1944]),
- о. Степан Жигало[1],
- о. Михайло Ляхович[1],
- о. Назар Чорний — нині[4][1].